# Francisco Antúnez
Francisco Antúnez (Sevilla, 1 de novembre de 1922-Sevilla, 16 d'agost de 1994) va ser un entrenador i futbolista espanyol que jugava en la demarcació de defensa.

## Biografia
Francisco Antúnez va debutar com a futbolista el 1941 als 19 anys d'edat amb el Reial Betis Balompié. Va jugar durant quatre anys al club, arribant a guanyar la Segona Divisió espanyola la temporada 1941-1942. Després de jugar 71 partits i haver marcat un gol, l'únic de la seva carrera, va ser fitxat el 1945 pel Sevilla FC de manera il·legal. Després de ser anul·lat el fitxatge per la Federació Regional Sud, Antúnez va tornar al Betis, encara que amenaçant al club amb retirar-se si no li deixaven marxar al Sevilla FC. Finalment Antúnez va fitxar pel club, amb el qual va jugar 117 partits, guanyant la primera i única Primera Divisió espanyola en la temporada 1945-1946. Dos anys després va guanyar a més la Copa del Rei de 1948. Posteriorment també va jugar per al CD Màlaga i per al Xerez CD, on es va retirar com a futbolista el 1955 als 33 anys d'edat. Sis anys després de la seva retirada, el RC Recreativo de Huelva el va fitxar com a entrenador de l'equip per a les dues temporades següents. A més també va entrenar l'Algeciras CF, Granada CF, Real Oviedo, CA Ceuta, RC Recreativo de Huelva i Sevilla Atlètic Club abans de tornar de nou al RC Recreatiu de Huelva.
Va morir el 16 d'agost de 1994 a Sevilla als 71 anys d'edat.

## Internacional
Va jugar un total de quatre partits amb la selecció espanyola, formant part de l'equip que va jugar la Copa Mundial de Futbol de 1950.

## Clubs

### Com a futbolista
| Club                 | Any         | Partits | Gols |
| -------------------- | ----------- | ------- | ---- |
| Reial Betis Balompié | 1941 - 1945 | 71      | 1    |
| Sevilla FC           | 1945 - 1952 | 117     | 0    |
| CD Màlaga            | 1952 - 1954 | 7       | 0    |
| Xerez CD             | 1954 - 1955 | 5       | 0    |

### Com a entrenador
| Club                    | Any         |
| ----------------------- | ----------- |
| RC Recreatiu de Huelva  | 1961 - 1963 |
| Algesires CF            | 1963 - 1964 |
| Granada CF              | 1964 - 1965 |
| Real Oviedo             | 1965 - 1966 |
| CA Ceuta                | 1966 - 1967 |
| RC Recreativo de Huelva | 1967 - 1968 |
| Sevilla Atlètic Club    | 1968 - 1970 |
| RC Recreativo de Huelva | 1970 - 1971 |

## Palmarès

### Campionats estatals
| Títol                     | Club                 | Any  |
| ------------------------- | -------------------- | ---- |
| Segona Divisió espanyola  | Reial Betis Balompié | 1942 |
| Primera Divisió espanyola | Sevilla FC           | 1946 |
| Copa del Rei              | Sevilla FC           | 1948 |